# François Pierre de La Varenne

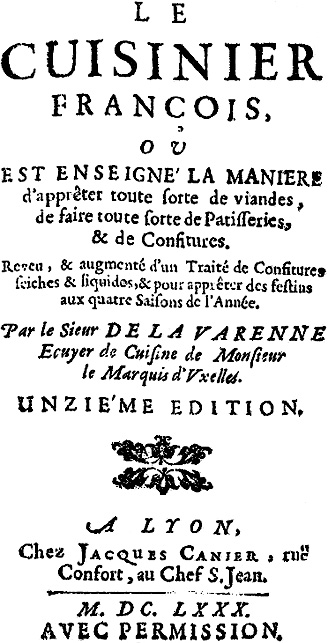
Titelpagina van Le Cuisinier françois (elfde editie van 1680)

François Pierre de La Varenne (Dijon, 1618 – aldaar, 1678) was de belangrijkste Franse chef-kok van de 17e eeuw. Zijn kookboek Le Cuisinier françois heeft de Franse en Europese keuken getransformeerd.

## Leven en werk
La Varenne (een pseudoniem – zijn werkelijke naam is niet bekend) was de kok van Maria de Medici, en vervolgens van Louis Chalon du Blé, markies van Uxelles (de vader van Nicolas Chalon du Blé). Aan de markies droeg hij Le Cuisinier françois op, een kookboek dat verscheen in 1651. Het werd twee jaar later gevolgd door Le Pastissier françois (De Franse banketbakker). Beide werken behoren tot de meest succesvolle kookboeken in Frankrijk. 
De Cuisinier françois was de eerste grote receptenverzameling in meer dan honderd jaar en droeg bewust bij aan het creëren van een nationale keuken. Het boek markeerde de overgang van de middeleeuwse en renaissancekeuken naar de moderne stijl van koken, die de natuurlijke smaak en kwaliteit van ingrediënten naar voren bracht. Als eerste kookboek had de Cuisinier françois een eigen afdeling over groenten, en ook inheemse kruiden kregen ruim baan. Specerijen en suiker werd daarentegen verbannen naar desserten, waardoor het zoete nagerecht een aparte specialiteit werd. Zoetzure bereidingen verdwenen en sausen werden voortaan gebonden met bloem of eigeel.
De nieuwe manier van koken was afgestemd op het mercantilisme van Colbert: door de beperkte omvang van het toenmalige koloniale rijk werden exotische ingrediënten gemeden. Hoewel andere Europese landen geen dergelijke beweegredenen hadden, namen ze toch de gastronomische stijl van La Varenne over. Het prestige van het Franse hofleven, gekoppeld aan de uittocht van protestanten na 1685, lagen ten grondslag aan deze verspreiding. De Cuisinier françois zou twee eeuwen lang in druk blijven.

## Publicaties
- Le Cuisinier françois, enseignant la manière de bien apprester & assaisonner toutes sortes de viandes, grasses & maigres, legumes, & patisseries en perfection, &c, Parijs, Pierre David, 1651
- Le Pastissier françois. Où est enseigné la maniere de faire toute sorte de Pastisserie tres-vtile à toutes personnes, Parijs, Jean Gaillard, 1653
- Le Parfait confiturier, 1664
- L'École des ragoûts, 1668

- Bibliothèque nationale de France: cb12617241h (data)
- Gemeinsame Normdatei: 128950625
- International Standard Name Identifier: 0000 0001 0718 5739
- Library of Congress Control Number: n83212807
- Nationale Bibliotheek van Tsjechië: ola2012723278
- Nationale Bibliotheek van Israël: 987007381979605171
- Nationale Bibliotheek van Polen: a0000003579332
- Nederlandse Thesaurus van Auteursnamen: 069445176
- Istituto Centrale per il Catalogo Unico: UBOV424130
- LIBRIS: 338913
- Système universitaire de documentation: 085952354
- Trove: 1134853
- Virtual International Authority File: 51810507
- WorldCat: E39PBJhhkYRjgMcxfHMjWgPmh3